# St. Stephanus (Kanena)

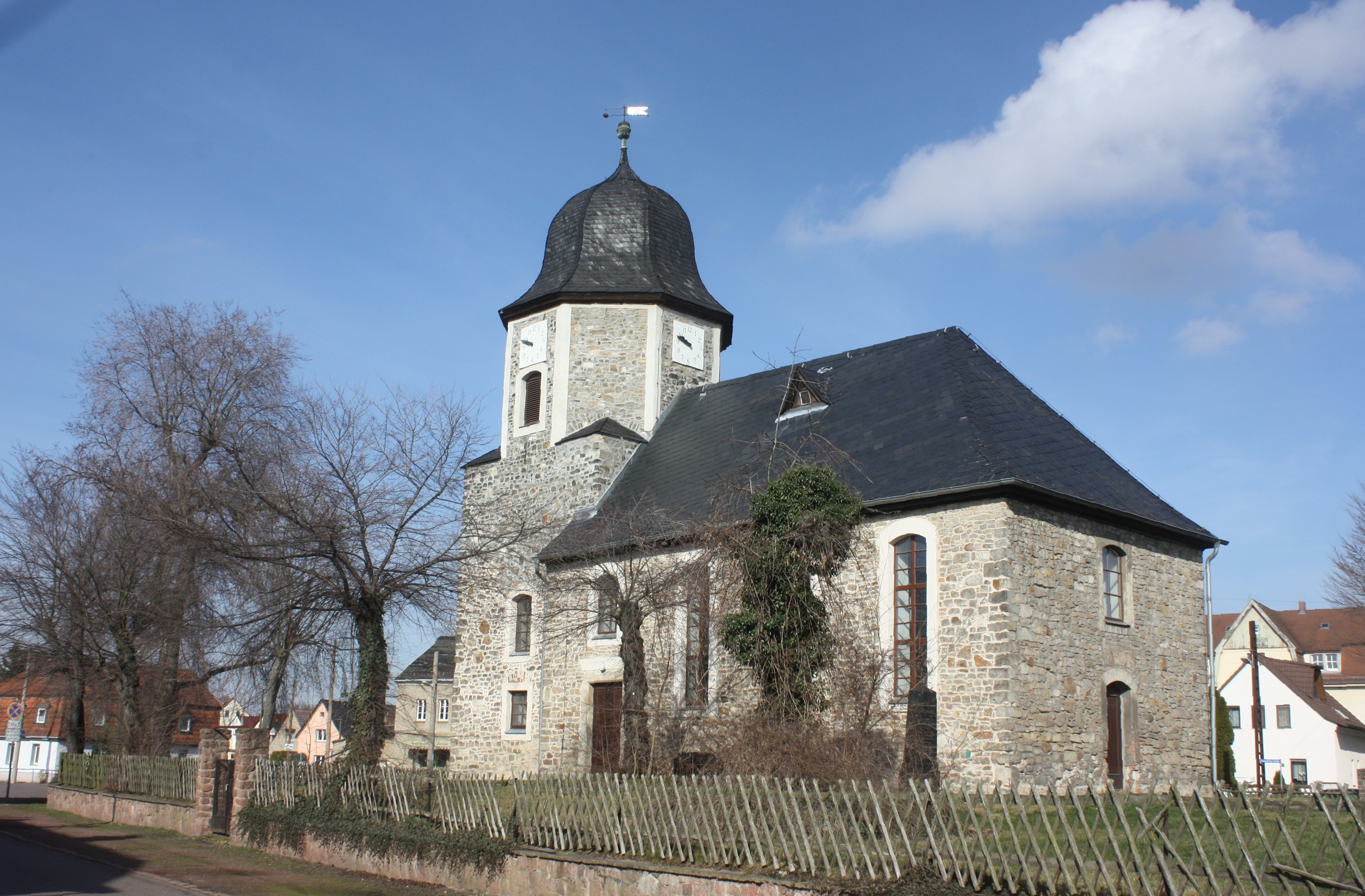
St. Stephanus in Kanena

Die evangelische Kirche St. Stephanus befindet sich im ehemaligen Dorf Kanena, heute Ortsteil des Stadtteils Kanena/Bruckdorf im Stadtbezirk Ost von Halle (Saale). Im Denkmalverzeichnis der Stadt Halle ist die Kirche unter der Erfassungsnummer 094 97107 verzeichnet. Sie gehört zum Pfarrbereich von Dieskau im Kirchenkreis Halle-Saalkreis der Evangelischen Kirche in Mitteldeutschland.

## Geschichte
Nachdem Kanena nach einer Urkunde von 1182 zunächst dem Kloster Neuwerk gehört hatte, wurde es kurz danach Domäne des halleschen Moritzklosters. Man geht davon aus, dass es bis zum Ende des 18. Jahrhunderts einen romanischen Vorgängerbau gegeben hat, der dem Hl. Stephanus geweiht war.
Nach der Reformation wurde die Kirche Mitte des 16. Jahrhunderts eine Filiale der Kirche St. Nikolaus von Büschdorf. Seit dem 18. Jahrhundert ist sie eine Filiale der St.-Anna-Kirche von Dieskau.
Die heutige Kirche stammt laut der Inschrift über der Eingangspforte und der Jahreszahl auf der Wetterfahne aus dem Jahr 1793. Die eine noch erhaltene Glocke wurde 1843 gegossen. Im Jahr 1995 wurde die Haube des Turmes neu mit Schiefern gedeckt; der Turm wurde 2004 saniert. Im Jahr 2002 ist der Innenraum erneuert worden.

## Beschreibung
Es handelt sich um eine schlichte barocke Feldsteinkirche mit bogig abschließenden Rechteckfenstern und einem rechteckigen Saal mit Holztonnendecke. Der eingezogene quadratische Westturm hat einen achteckigen Aufsatz, der von einer schiefergedeckten geschweiften Haube bekrönt wird.
Vollständig erhalten geblieben ist im Innern die schlichte einheitliche Ausstattung des Barocks. Der Kanzelaltar ist sparsam mit barockem Schnitzwerk und Vasenaufsätzen verziert. An der Nord-, West- und Südseite verläuft eine hölzerne und farbig gefasste Empore.
Auch der Orgelprospekt stammt aus dem 18. Jahrhundert. Die 1913 aufgestellte zweimanualige Orgel ist in der Werkstatt des Zörbiger Orgelbaumeisters Wilhelm Rühlmann gefertigt worden und wurde 1982 restauriert. Sie besitzt zwölf Register auf zwei Manualen und Pedal. Unter der Nord- und Südempore befindet sich das originale Kirchengestühl. Die Messingtaufschale zeigt den Hl. Georg und Verzierungen aus Früchten und Engelköpfen.
Die heute noch verbliebene Glocke wurde durch die Gießerei Ulrich (Laucha) gegossen.